# Gouania mozambicensis
Gouania mozambicensis là một loài thực vật có hoa trong họ Táo. Loài này được M.L.Green mô tả khoa học đầu tiên năm 1916.